# اللغة في مصر القديمة
تنتمي اللغة المصرية القديمة إلى عائلة اللغات الإفرو-آسيوية والتي يُطلق عليها أحياناً مجموعة اللغات السامية-الحامية، والتي خرجت غالباً من شبه الجزيرة العربية واستوطنت في مناطق جنوب غرب آسيا وشمال إفريقيا.  ولها بالتأكيد علاقة وثيقة بمجموعة محددة منها وهي مجموعة اللغات السامية في تراكيبها المميزة كالجمل الاسمية وأصواتها الحلقية مثل العربية، والأمهرية، والآرامية، والعبرية. ولقد بدأت الكتابة الهيروغليفية في الظهور منذ أكثر 3400 ق.م؛ حيث ظهرت العلامات الهيروغليفية الأولى على الصلايات التذكارية والبطاقات العاجية. وخلال ذلك العمر الطويل للغة المصرية القديمة، نجد أنها قد مرت بالعديد من التغييرات، مما حدا بالباحثين أن يقسموا تاريخها إلى خمس مراحل كبيرة: 

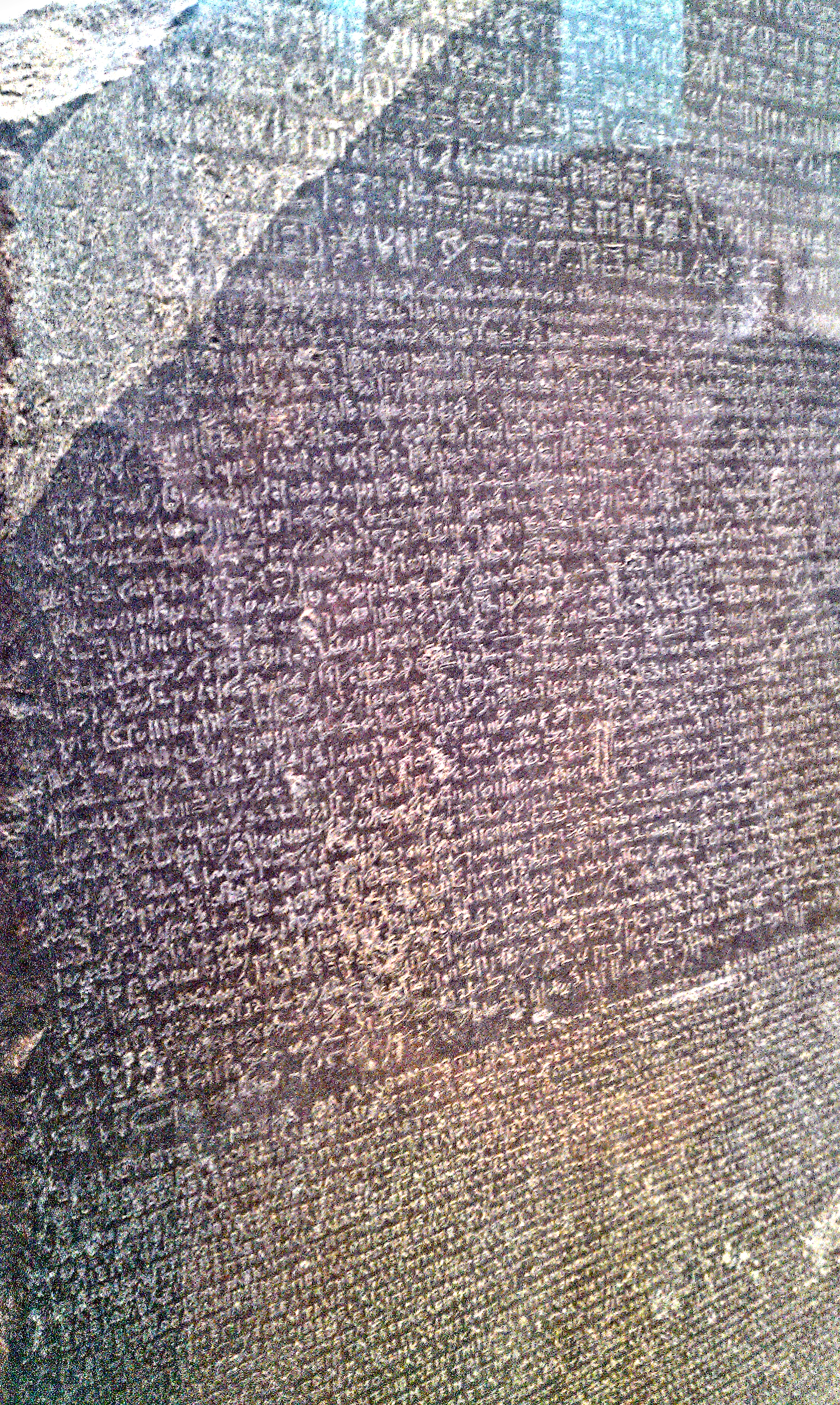
حجر رشيد في المتحف البريطاني

1)     اللغة المصرية في العصر القديم Old Egyptian: وهو الاسم الذي أُطلق على المرحلة الأقدم في تاريخ اللغة. فبالرغم من أن اللغة المصرية القديمة بدأت في الظهور منذ أكثر من 3400 ق.م، إلا أن الكتابات المبكرة كانت عبارة عن أسماء وكتابات قصيرة؛ لذا يمكننا القول بأن اللغة المصرية في العصر القديم بدأت حقيقةً منذ حوالي عام 2600 ق.م مع بداية عصر الدولة القديمة واستمرت حتى عام 2100 ق. م. وسنصطلح على تسمية هذه المرحلة «اللغة المصرية في العصر القديم». وقد سُجلت متون الأهرام الشهيرة طبقاً لقواعد وهجاء هذه المرحلة.
2)     اللغة المصرية في العصر الوسيط Middle Egyptian: بدأت هذه المرحلة في الظهور حوالي عام 2100 ق. م، واستمرت حوالي خمسمائة عام كلغة للتحدث وللكتابة، كما ظلت المرحلة الأساسية في تاريخ اللغة المصرية القديمة حيث تمثل الكلاسيكية أو عصر الفصاحة اللغوية في تاريخ اللغة المصرية وهي المرحلة التي وصلت فيها إلى ذروة تطورها ونضجها وأخرجت لنا أروع المقطوعات الأدبية التي عرفها الأدب المصري. ولما كانت هذه المرحلة التي اصطُلح على تسميتها «اللغة المصرية في العصر الوسيط» تمثل أكمل صورة وصلت إليها اللغة المصرية القديمة فقد أصبحت خير موضوع يُستهل به عند دراسة اللغة المصرية القديمة. والدارس المبتدئ للغة المصرية في عصرنا الحاضر يبدأ عادة خطواته الأولى بتعلم اللغة المصرية خلال هذه المرحلة.
3)     اللغة المصرية في العصر المتأخرLate Egyptian: بدأت هذه المرحلة تحل محل مرحلة اللغة في العصر الوسيط كلغة للتحدث والكتابة بعد 1600 ق. م. وظلت مستخدمة حتى عام 600 ق.م. وتُعرف هذه المرحلة التي اصطُلح على تسميتها «اللغة المصرية في العصر المتأخر» في الوثائق التجارية والخطابات من عصر الرعامسة وفيها يتجلى بوضوح وجود الكثير من المفردات الدخيلة على اللغة المصرية.
والملاحظ هنا أن مراحل تطور اللغة المصرية في العصور المختلفة قد اختلفت عن المرحلة المبكرة من تاريخ الكتابة المصرية على الأقل في القواعد النحوية. وقد ظهر شكل الكتابة المتبع في المرحلة المتأخرة للغة المصرية القديمة في النصوص قبل 1600 ق.م إلا أنه لم يظهر بالشكل الكامل إلا بعد عام 1300 ق. م.
4)     المرحلة الديموطيقية Demotic: وهي مرحلة متطورة عن مرحلة اللغة في العصر المتأخر. وقد بدأت المرحلة الديموطيقية في الظهور حوالي القرن الثامن قبل الميلاد وظل استخدامها مستمرًّا حتى القرن الخامس الميلادي.
5)     الكتابة القبطية Coptic: وهي المرحلة الأخيرة من مراحل اللغة المصرية القديمة، والتي جاءت مباشرة بعد المرحلة الديموطيقية. وقد بدأت الإرهاصات المبكرة لهذه الكتابة في الظهور في حوالي القرن الثالث قبل الميلاد وظلت لغة التخاطب بين المصريين أكثر من ألف عام.